# 斯維特拉多利納
47°52′19″N 35°59′12″E / 47.87194°N 35.98667°E
斯維特拉多利納（羅馬化：Svitlana Dolyna）是位於烏克蘭南部的村莊，由扎波羅熱州扎波羅熱区的泰爾努瓦泰市鎮負責管轄。該村面積1.54平方公里，海拔高度133米，2001年人口155，人口密度每平方公里100.7人。